# Castillo de Brie-Comte-Robert

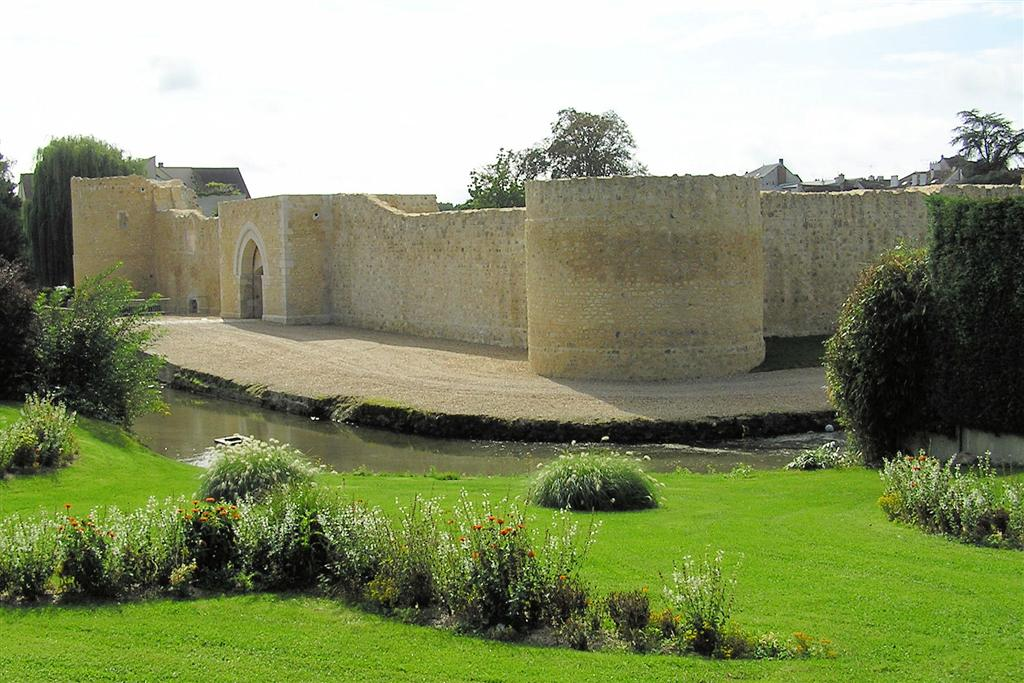
Vista del castillo.

El castillo de Brie-Comte-Robert es un castillo medieval francés situado en el municipio de Brie-Comte-Robert, en el departamento de Sena y Marne.

## Historia

### SiglosXIIyXIII
El castillo de Brie-Comte-Robert se construyó a finales del siglo XII, mientras que Roberto I de Dreux, hermano del rey Luis VII, era señor de Brie. Evidencias arqueológicas, los artículos de decoración y las técnicas de construcción utilizadas, sugieren que la arquitectura del lugar era de esta época en particular.

### SigloXIV
El castillo permaneció en la familia de Dreux hasta 1254, pasando luego a la familia de Châtillon. Por dotes y herencias sucesivos, paso a manos de Margarita de Artois luego a su hija Jeanne de Évreux.
Jehanne de Évreux, quien había recibido el castillo de Brie-Comte-Robert por herencia, se volvió la esposa del último rey Capeto, Carlos IV de Francia. A la muerte de éste en 1328, se benefició de cómodas rentas (varios morgengabes sobre numerosos feudos en Brie y en Champaña), que le permitieron dedicar sumas importantes al mantenimiento y a la mejora de sus posesiones, incluido el Brie-Comte-Robert. Hizo hacer importantes trabajos al castillo, como lo certifican sus cuentas conservadas a los Archivos Nacionales.
El castillo se volvió una residencia prestigiosa, donde todos los grandes señores del reino, en particular, los duques de Borgoña, no dudaban en visitar. En 1349, fue el lugar del matrimonio entre Felipe VI de Valois y Banche d'Evreux, la sobrina de la reina Jeanne.
La dama de Brie hizo arreglar lujosamente la residencia señorial, en particular, la sección situada contra las cortinas del suroeste, sureste y, sobre todo, del noreste. Hizo construir una capilla dedicada a Saint-Denis, junto a la Torre de San Juan, e hizo colocar extensos jardines. Jeanne de Evreux se murió en el castillo en 1371, a la edad de 69 años.
Al final del siglo XIV, el castillo retornó a manos de la corona, y posteriormente a la familia de Orleans.

### SigloXV
Luis de Orleans condujo a una vida pomposa en el castillo de Brie-Comte-Robert (realizó torneos, recepciones de grandes señores), pero, ante la inseguridad creciente, hizo reforzar el castillo a partir de 1405. Después de su asesinato a manos de Juan sin Miedo, duque de Borgoña, y la fundación del partido Armagnac en 1407, el castillo pasó al control del Partido Burgundio, garantizando así que la carretera que llevaba de Borgoña hasta París se mantuviese segura.
En 1420, el paso del ejército inglés que marchaba hacia Troyes, y el asedio de Melun que le siguió, trajeron algunos desórdenes al pueblo, pero no afectaron al castillo. Fue a partir de 1429 que la ciudad fue, en cuatro ocasiones distintas en tres años capturada y recapturada tanto por franceses como por ingleses.
El evento más importante de la época tomó lugar en septiembre de 1430, cuando Henry Stafford, II duque de Buckingham, inició un asedio al pueblo, causando inmensos daños a ambos. El castillo fue comprado por los franceses en 1434 y regresado a su dueño, Carlos de Orléans. Su hijo, el futuro rey Luis XII, puso el castillo en manos de la corona.

### SigloXVI
A partir del reinado de Francisco I, el rey confió el castillo y sus tierras a algunos de sus alegados, ya sea por un tiempo limitado (« don pour un temps»), o por venta condicional con la opción de  (« l'engagement»)). Entre los beneficiados se encontraban: Louis Poncher, Philippe de Cacho, el mariscal Jean Caraccioli, Balthazar Gobelin y Claude de Bullion, superintendente de las finanzas de Luis XIII.
A mediados del siglo, distintas familias de señores italianos, próximos a Catherine de Médicis (Aquaviva, Pierrevive, Gondi), estuvieron en posesión del castillo, pero lo dejaron deteriorase, causando incluso el incendio de los pisos y de algunas estructuras.
Fue necesaria una sentencia del Parlamento en 1567 para hacer cesar estas depredaciones. Al final del siglo, Balthazar Gobelin, un fiel de Enrique IV, hizo las reparaciones.

### SigloXVII
En 1649, durante la sublevación de La Fronda, la ciudad, y luego el castillo de Brie-Comte-Robert, fueron tomadas por las tropas reales al mando del conde de Grancey. El castillo fue cañoneado durante más de cinco horas, perdiendo así la torre sureste.
La reparación posterior fue muy modesta, ya que en 1681, el castillo encontraba en condiciones "inhabitables, con zanjas colmadas de desperdicios, el jardín en estado deplorable...".
Antoine de Mesmes, el primer presidente del parlamento de París, ordenó varios trabajos de mantenimiento a los tejados y puentes de acceso. Documentos legales de la época indican que hubo problemas internos. En ese entonces el castillo fue ocupado por personas particulares.

### SigloXVIII
En 1750, el señor Germanos-Luis de Chauvelin, tras evaluar el deterioro del castillo, obtuvo autorización para reducir el tamaño de las torres y las cortinas a la altura del primer piso, con la excepción de la torre de San Juan, el símbolo del castillo.
Readquirido por el rey Luis XV en 1766, la propiedad de Brie-Comte-Robert, incluido el castillo, fue objeto de un intercambio entre este último y su primo, al Luis Carlos Borbón, conde de Eu. Sus herederos, el duque de Penthièvre, y luego su hija, la duquesa de Orleans, fueron los últimos señores del castillo.
Durante la Revolución francesa, el edificio sirvió como la prisión del barón de Besenval, coronel de los Guardias suizos y al comandante militar del Île-de-France. Posteriormente el edificio fue vendido como bien nacional.

### SiglosXIXyXX

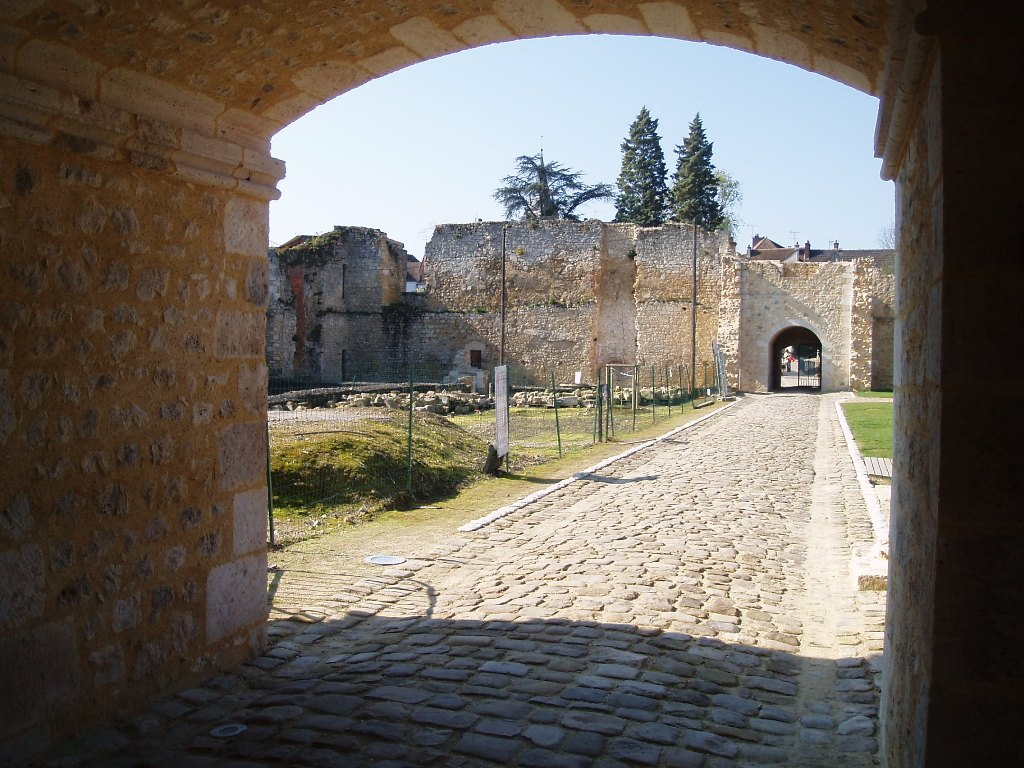
Patio del castillo, visto desde la entrada norte.

Readquirido por la ciudad en 1803, el castillo se revendió en 1813. En 1879, uno de los propietarios privados que se sucedieron durante este período, hizo desgraciadamente afeitar lo que subsistía de la torre de San Juan, para construir una casa moderna.
Depósitos masivos de tierra transformaron el patio de cuerdas en un extenso jardín hortícola. El municipio readquirió el castillo en 1923 y lo hizo clasificar como monumento histórico en 1925.
Desde 1982, el municipio emprendió un programa para reparar el castillo, que también incluye trabajos arqueológicos.

## En la actualidad
El año 2003 se inició un gran programa de restauración del castillo, con la reconstrucción de cortinas a más de seis metros de altura, la restauración de la torre de Brie, y la demolición de la casa moderna construida en el siglo XIX, permitiendo la reconstrucción parcial de la torre San Juan, según documentos arqueológicos.
Dentro del recinto, la construcción de un edificio contemporáneo, el Centro de Interpretación del Patrimonio, permitirá a la asociación Amigos del Viejo Castillo diseñar y presentar una exposición permanente sobre el lugar y de realizar actividades pedagógicas.